# Сергеевское сельское поселение (Хабаровский край)
Сергеевское се́льское поселе́ние — муниципальное образование в Хабаровском районе Хабаровского края Российской Федерации. Образовано в 2004 году. 
Административный центр — село Сергеевка.

## Население
| 2010  | 2011  | 2012  | 2013  | 2014  | 2015  | 2016  |
| ----- | ----- | ----- | ----- | ----- | ----- | ----- |
| 4045  | ↗4059 | ↗4173 | ↗4271 | ↗4313 | ↗4331 | ↗4404 |
| 2017  | 2018  | 2019  | 2020  | 2021  | 2024  | 2025  |
| ↗4409 | ↗4426 | ↗4434 | ↘4407 | ↘3408 | ↘3258 | ↘3244 |

## Населённые пункты
В состав поселения входят 2 населённых пункта:
| № | Населённый пункт | Тип  | Население |
| - | ---------------- | ---- | --------- |
| 1 | Калинка          | село | ↘1880     |
| 2 | Сергеевка        | село | ↘1528     |